# Melanoma Research
Melanoma Research es una revista médica bimensual revisada por pares publicada por Lippincott Williams & Wilkins y el jefe de redacción es FJ Lejeune. Fue establecido en 1991. La revista cubre investigaciones experimentales y clínicas sobre el melanoma .

## Resumen e indexación
Según los Journal Citation Reports, la revista tiene un factor de impacto en 2020 de 3.599. 